# Elite Model Management
Elite Model Management — сетевое модельное агентство, основанное в 1972 году в Париже, Франция. Оно имеет филиалы во многих странах мира. Является дочерней компанией «Elite World S. A.». Принадлежит компании «Pacific Global Management» итальянского миллиардера, Сильвио Скальи.

## История

### Компания
Агентство «Elite Model Management» было основано в Париже, в 1972 году Джоном Касабланкасом (1942—2013) и Элейном Киттлером. На открытие модельного агентства Касабланкаса вдохновила его прежняя жена, Жанетт Кристенсен, бывшая модель и победительница конкурса «Мисс Вселенная» от Дании. Касабланкас основал модельное агентство на свои собственные сбережения.

### Развитие
В то время бутик-агентства в Париже и Милане подорвали свою репутацию из-за проблем с оплатой гонорара. Модели часто обнаруживали, что парижские и миланские модельные агентства удерживают их зарплату, чтобы заставить вернуться без рабочих виз. В то время, как британские и американские агентства обеспечивали им финансовую безопасность. В 1977 году Касабланкас открыл филиал и в Нью-Йорке. Это послужило возникновению конфликтов и конкуренции с другими агентствами в 1980-е годы. Несмотря на то, что такие агентства, как «Wilhelmina Models», также участвовали в баталиях, основное соперничество всё же было между Elite Models и Ford Models. Например, модель, Эсме Маршалл, покинула агентство Elite ради Ford Models. До 1977 года агентство Ford Models сотрудничало с Elite, пока офисы Elite не открылись в Нью-Йорке и не начали звать к себе моделей из Ford Models. После смерти Вильгельмины Купер модели в панике начали переходить из агентства в агентство. Даже самая высокооплачиваемая чернокожая модель того времени, Беверли Джонсон, покинула Elite, но через неделю вернулась туда снова.
Такие модели, как Кристи Бринкли и Анна Андерсен, подали в суд на Elite после своего ухода из агентства. В 1981 году Elite Models заключило партнёрство с Models 1, которое продолжалось до 1989 года. В 1983 году компания Elite устроила конкурс, Elite Model Look, который получил название «The Look of the Year», он был придуман для того, чтобы составить конкуренцию конкурсу «Supermodel of the world». В следующем году компания расширила свои представительства в США, открыв филиалы в Чикаго, Атланте, Лос-Анджелесе, Сан-Франциско и Майами. К 1986 году агентство Elite насчитывало двадцать офисов по всему миру. В 1988 году агентство открыло офис в Милане. В 1996 году открылся офис в Сингапуре, который являлся региональным для Юго-Восточной Азии.

## Модели
Агентство Elite Model открыло таких моделей, как Синди Кроуфорд, Стефани Сеймур, Татьяна Патитц, Жизель Бюндхен, Алессандра Амбросио, Катрина Балф, Ваани Капур и Лара Стоун.
С агентством Elite работали такие модели и знаменитости, как Линда Евангелиста, Наоми Кэмпбелл, Иман, Полина Поризкова, Моника Беллуччи, и другие.
В 2007—2011 годах компания была официальным обладателем лицензии на выбор представителя Соединённых Штатов на конкурсе «Мисс Мира».